# Gilbert Roussel
Pour les articles homonymes, voir Roussel.
Gilbert Roussel, né le 13 octobre 1946 à Saint-Ouen-sur-Seine est un réalisateur, producteur et écrivain français.

## Jeunesse
Fils de Roland Roussel, ingénieur aéronautique et d’une mère qui abandonne le foyer familial lorsqu’il a cinq ans, il passe son enfance à Sceaux (Hauts-de-Seine) avec sa soeur Anne-Mary, sa belle mère et le fils de cette dernière qui deviendra prêtre. Famille recomposée dans laquelle il ne se sent pas à l’aise, il préfère la compagnie de ses copains et la rue.
Élève assez turbulent, Il fréquente le Lycée Lakanal, puis Dupleix, avant de rejoindre l’internat de l’école religieuse Bossuet à Meaux. Après une autre année au Lycée Lakanal, il entre au Lycée Voltaire afin de préparer son entrée à l’IDHEC, Institut des hautes études cinématographiques, où il passera deux ans (1966-1967) avant de quitter l’école sans en être diplômé. Il suit en parallèle des cours au Conservatoire et s’inscrit comme auditeur libre à la Sorbonne – section sociologie – où il devient un élève assidu de l’être qu’il juge comme l’intelligence personnifiée : Claude Lévi-Strauss.
En 1967, il organise, avec trois amis d’enfance, une expédition au Népal avec deux 2 CV. C’est en Iran qu’il rencontre Gérard Piloquet, ethnologue, qui deviendra une sorte de modèle. C’est également à cette époque qu’il rencontre Pierre Klein, rédacteur en chef du journal Connaissance du Monde pour qui il écrit quelques articles. Son coeur balance alors entre deux passions : le cinéma et l’ethnologie. C’est donc tout naturellement qu’il se fait admettre au département cinéma du Musée de l’Homme à Paris, placé alors sous la direction de Jean Rouch. Il effectue quelques voyages au Moyen-Orient où il tourne différents documentaires avec Gérard Piloquet, principalement sur la fabrication des tapis de nomades, sur les Tadjiks et sur les Qachquay.
Fin 1967, il part faire son service militaire au 451 GAAL à Bitburg en Allemagne. Réfractaire à la discipline, il passe une semaine à la caserne avant de rejoindre l’hôpital de Trèves et d’effectuer un séjour à la forteresse de Landau. Réformé temporaire en janvier 1968, il fait la connaissance de René Biaunie, un ex-mercenaire qui lui présente Bob Denard. Il obtient un passage pour le Biafra, fin 1968, où il restera une semaine pour l’agence photo Keystone.
En mai 68, il réalise avec Gérard Piloquet un film contestataire joué par des marionnettes intitulé Ainsi font.... En rupture avec sa famille il s’installe chez Piloquet à Saint-Germain-en-Laye, à la fin 1968. La vie se compose alors de jazz, d’écriture, de filles et de boissons fortement alcoolisées. Jean-Pierre Huster squatte parfois la maison de Saint-Germain-en-Laye. Il y amène son frère Francis, parfait inconnu à l’époque, Jacques Weber, Jacques Spiesser, et bien d’autres qui ont fait du chemin depuis. William Klein, qui tourne à Paris Mister Freedom fait également un court séjour à Saint-Germain-en-Laye. La belle vie ne pouvant pas durer, fin 1969, Piloquet se sépare de son épouse et la bulle éclate. Chacun retourne vivre chez soi.
Le LSD est à la mode depuis quelque temps et il s’y adonne avec curiosité. Il fréquente un peu le Living Theatre de Julian Beck avant de conclure que la création sous acide n’apporte pas grand-chose. Exit la période flower power. Il prend ses distances avec les paradis artificiels d'autant plus qu'en 1970, il part chercher une ancienne fiancée à Goa. Il ne la ramènera pas. Elle fera une overdose. Cet épisode de sa vie donnera naissance au livre Le Vent d’Ostende à Peshawar qui ne sortira qu’en 2013.
À la fin de l’année, il s’installe à Bruxelles où il réalise quelques films publicitaires et il va dépanner dans les Flandres un producteur qui vient de licencier le réalisateur. C’est ainsi qu’il réalise L’Héritage film entièrement en Flamand. Langue dont il ne connaît que trois mots ! L’année d’après, il rentre en France avec l’étiquette cinéaste belge !

## Engagement politique
Il n'appartient à aucun groupe politique. Mais dès son plus jeune âge, il est allergique à l’autorité et ne laisse à personne le droit de décider de sa vie à sa place. Au collège Dupleix, il fait la connaissance de Daniel Rosenthal et surtout de son frère William. Ils passent des jours et des nuits à refaire le monde sur un mode libertaire. Quelques années plus tard, c’est tout naturellement qu’il milite dans le groupe anarchiste Louise Michel. À Sceaux, son voisin immédiat est Jean Rous, créateur des Jeunesses socialistes révolutionnaires, avec qui il échange des points de vue durant des journées entières. À la fin 1968, il juge que l’anarchie est plus une philosophie, une manière de vivre et d’être, qu’un parti politique et que c’est une aventure individuelle, une utopie de laquelle il faut le plus se rapprocher. Il n’aura donc plus que seul devise « ma liberté s’arrête où la tienne commence...  » Au fil des années il ancrera ses aspirations vers un anarchisme de droite, ou libertarien qui défend l'absolue liberté individuelle.

## Vie privée
L’absence de sa mère laisse en lui un cicatrice immense. On retrouve dans ses écrits ce compte qu'il ne réglera jamais avec son enfance : «  Je voulais juste que l'on m'aime un peu, même que l'on fasse semblant... Ce n'était pas grand chose, mais ça m'aurait peut être fait voir le monde d'une autre couleur...  » (Quand j'étais star, 2012). À la recherche d’un point d’ancrage, il enchaîne les aventures avant de trouver la femme de sa vie, Monique Teissier. Il quitte définitivement Paris à la fin de l’année 1974 pour s’installer avec sa compagne à Pont-Saint-Esprit dans le château familial. Ils se marient le 5 avril 1975 et un fils, William, naîtra le 17 février 1976. Le couple habite à Montpellier depuis 1978.

## AssociationPoussière de vie
En 1993, en reportage au Vietnam, il visite à Hô-Chi-Minh-Ville un hôpital pour enfants victimes de l'agent orange. Si pour lui, ceux-là sont pris en charge et n'ont pas un grand avenir, il reste ces centaines d'enfants des rues qui eux, représentent l'avenir du pays. De retour en France, il crée avec l'aide de la communauté Vietnamienne de Montpellier, l'association Bui Doi, Poussière de vie. C'est le nom que l'on donne à ces 200 000 enfants qui dorment chaque nuit dans les rues de Saïgon. Les plus chanceux vont à l'école primaire le matin mais l'école étant payante, ils ne peuvent pas aller bien loin. Les plus démunis et les infirmes attendent sur le trottoir que leurs aînés leur donnent leurs surplus de nourriture, quand surplus il y a. Beaucoup sont orphelins, pour d'autres, les parents ont démissionné : famille trop nombreuse, père infirme sans ressource ou alcoolique sans espoir. Très peu mendient, ils vendent des journaux, achètent des cartes postales à la poste pour 5000 dôngs pour les revendre 6000 (bénéfice 15 centimes). C'est pour cette fierté et cette rage de vivre que Poussière de vie a été créée. Connaissant bien la corruption des fonctionnaires dans ce pays, il est décidé de ne pas envoyer de produits à ces enfants mais de créer directement un centre d'hébergement. Tous les capitaux collectés en France seront envoyés et géré directement pas ce centre. C'est ainsi qu'il rencontre le père Houlmann, un pasteur suisse qui a déjà un petit centre d'hébergement. Il est secondé par la soeur Lê Thi Thanh. Ainsi la première année, le centre bénéficie d'une installation d'eau de la ville, et peut agrandir un bâtiment. Si Poussière de vie existe toujours, Gilbert Roussel en a laissé le gouvernail à d'autres mais il suit toujours le mouvement.

## Filmographie

### Réalisateur et producteur
- 1961 : Éphémère, court métrage
- 1962 : Le Plein par le vide, Les Tréteaux de France avec Jean Danet
- 1966 : Suicide Party, avec Évelyne Dress, théâtre, réalisé à la Salle Pleyel
- 1967 : Le Tapis d'Orient, Les Qashqays, Les Tadjiks, courts métrages coréalisés avec Gérard Piloquet, Musée de l'Homme, sous la direction de Jean Rouch
- 1968 : Ainsi font..., film de marionnettes, coréalisé avec Gérard Piloquet
- 1970 : L'Héritage, film belge en flamand
- 1970 : Il y a deux cimetières à Prague, Kafka est dans l'autre, coréalisé avec Jean de Lyre
- 1972 : Les Aventures galantes de Zorro, avec Alice Arno, Jean-Michel Dhermay, Eurociné et Brux International Pictures[1]
- 1975 : Les Filles du Golden Saloon, avec Sandra Julien et Alice Arno, Eurociné et Brux International Pictures
- 1978 : À l'est du Rio Concho, avec Patrick Préjean, Gilbert Roussel, Raoul Delfosse, Flying Dutchman Productions
- 1982 : Putain de sorcière, avec Pascale Vital et Cyril Val, Europrodis
- 1982 : Révolte au pénitencier de filles, coréalisé avec Bruno Mattei et Claudio Fragasso, avec Gabriele Tinti et Laura Gemser
- 1982 : Cauchemar, coréalisé avec Jean Josipovici, avec Gabriele Tinti et Laura Gemser[2], inédit
- 1984 : Le Verdict des Gitans, avec Azize Kabouche, Pascale Vital, Europrodis
- 1989 : Sortis de route, avec Bruno Pradal, France Anglade, Jacques Chailleux, Alcinter
- 2006 : Le porte-parole de la majorité silencieuse vous parle, websérie coréalisée avec Sébastien Féraud et Pierre Lasne
- 2009 : Fiesta Gitana, film documentaire avec Manitas de Plata

Dans les années 1980, il réalise un grand nombre de films pornographiques avec le pseudonyme James-H. Lewis,,.

### Acteur
- 1978 : À l'est du Rio Concho, de Gilbert Roussel : Georges
- 1981 : Nelly, de Gilbert Roussel : le joueur de cartes
- 1982 : Couples pervers, de Maxime Debest : le mari de Lisa
- 1984 : Le Verdict des Gitans, de Gilbert Roussel : Moussu, le patron du bar
- 2006 : Le porte-parole de la majorité silencieuse vous parle, websérie, de Sébastien Féraud, Pierre Lasne et Gilbert Roussel : voix seulement

### Assistant réalisateur
- 1970 : Dernier Domicile connu de José Giovanni
- 1973 : L'Affaire Dominici, de Claude Bernard-Aubert
- 1974 : Nuits rouges de Georges Franju
- 1975 : L'Homme sans visage, série télévisée de Georges Franju
- 1975 : Phantasmes de Jean Rollin
- 1982 : Couples pervers de Maxime Debest

## Publications
- 1992 : Trésors cathares, Créations du Pélican  (ISBN 978-2903696320)
- 1996 : Bonjour Louisiane, Créations du Pélican  (ISBN 978-2903696955)
- 1996 : Bonjour l'Indonésie, Créations du Pélican  (ISBN 978-2842330002)
- 1996 : Bonjour Ceylan, Créations du Pélican  (ISBN 978-2903697143)
- 1996 : Bonjour l'Afrique du Sud, Créations du Pélican  (ISBN 978-2842330514)
- 1996 : Un certain regard sur l'Indonésie, Connivence  (ISBN 978-2911259043)
- 1996 : Les Plantations du Vieux Sud, Nakipa Édition  (ISBN 978-2911593017)
- 1997 : Bonjour le Mexique, Créations du Pélican  (ISBN 978-2842330668)
- 1998 : Bonjour le Viêt Nam, Créations du Pélican  (ISBN 978-2719104712)
- 1998 : Les Plantations du Vieux Sud, Houma Book, USA
- 2007 : Indochine oubliée, Créations du Pélican  (ISBN 978-2903696757)
- 2014 : Le Vent d'Ostende à Peshawar, Les Éditions du Net  (ISBN 9782312019864)
- 2022 : De ce côté de l'enfer,  Independently Published,  (ISBN 979-8847832724)